# Astley (Warwickshire)
Astley is een civil parish in het bestuurlijke gebied North Warwickshire, in het Engelse graafschap Warwickshire met 218 inwoners.